# Smileț, Silistra
Smileț (în bulgară Смилец, în română Caraomur) este un sat în comuna Silistra, regiunea Silistra, Dobrogea de Sud, Bulgaria. 
Între anii 1913-1940 a făcut parte din plasa Silistra a județului Durostor, România.

## Demografie
Componența etnică a satului Smileț
     Nicio identificare (4,58%)
     Bulgari (94,6%)
     Altele (0,8%)
La recensământul din 2011, populația satului Smileț era de 371 locuitori. Din punct de vedere etnic, majoritatea locuitorilor (94,6%) erau bulgari. Pentru 4,58% din locuitori nu este cunoscută apartenența etnică.